# Джими Макилрой
Джеймс „Джими“ Макилрой (на английски: James 'Jimmy' McIlroy, роден на 25 октомври 1931 г. в Ламбег, е бивш северноирландски футболист, нападател. Той е един от легендарните играчи на Бърнли, където прекарва по-голямата част от кариерата си. С този отбор става шампион на Англия през 1960 г. Член на Ордена на Британската империя и член Английската футболна зала на славата.

## Клубна кариера
Макилрой произлиза от футболно семейство – баща му Хари играе за Лисбърн Дистилъри, а чичо му Уили – за Портадаун. След като завършва училище започва да играе за Гленторан, но скоро преминава в Бърнли, където бързо се превръща в основен играч и един от любимците на публиката и бива считан за „мозъка“ на отбора. През 1960 г. е основна част от състава, който за втори и последен път в историята на Бърнли печели шампионската титла, финиширайки на една точка пред Улвърхамптън. Две години по-късно Макилрой се разминава с дубъл, след като Бърнли остава на второ място в класирането и губи финала за ФА Къп срещу Тотнъм с 3:1. След 12 сезона и половина, през които изиграва 497 мача и отбелязва 131 гола във всички турнири, той е продаден на втородивизионния Стоук Сити за едва 25000 паунда, като това води до недоволство сред привържениците, които обявяват собственика на отбора за луд. По-късно една от трибуните на стадиона на отбора Търф Мур бива кръстена на негово име.
В Стоук Сити Макилрой заиграва редом до опитни играчи като Стенли Матюс и Денис Вайълет. През 1963 г. тимът става шампион на Втора английска дивизия и печели промоция. Следващия сезон играе финал за Купата на Футболната лига, загубен от Лестър с общ резултат 4:3. През януари 1966 г. става треньор на третодивизионния Олдъм Атлетик, а след редица слаби мачове на отбора собственикът плаща 5000 паунда на Стоук Сити, за да може Макилрой да се завърне на терена и като играч. Без да постигне особени успехи, той подава оставка след първия мач на сезон 1968/1969. След това за кратко е помощник-треньор в Стоук Сити, преди да стане помощник на Нат Лофтхаус в Болтън. След напускането на Лофтхаус, Макилрой застава начело на отбора, но напуска след едва 18 дни и два мача заради несъгласие с вижданията на ръководството.

## Кариера в националния отбор
За националния отбор дебютира през 1951 г. и записва общо 55 мача и 10 гола. Участва на световното първенство през 1958 г., където е титуляр във всички пет мача на тима.

## Успехи
Бърнли
- Първа английска дивизия:
  - Шампион (1): 1960
  - Вицешампион (1): 1962
- ФА Къп:
  - Финалист (1): 1962

 Стоук Сити
- Втора английска дивизия:
  - Шампион (1): 1963
- Купа на Футболната лига:
  - Финалист (1): 1964

Индивидуални отличия
- Член на Ордена на Британската империя: 2011
- Член на Английската футболна зала на славата: 2014
- Почетен гражданин на Бърнли: 2008